# Berig
Berig je bil legendarni kralj Gotov iz Jordanove Getice (Zgodovina Gotov). Kralj naj bi svoje ljudstvo s tremi ladjami odpeljal iz Skandze (Skandinavija) v Gotiskandzo (porečje Visle v sedanji Poljski). Goti so po prihodu  napadli Ruge, ki so živeli na obali, jih pregnali z njihovih domov in nato zmagali v bitki z Vandali.
Danski zgodovinar Arne Søby domneva, da si je Kasiodor, ki je napisal izvirno besedilo, na katerem temelji Jordanova Getica, Beriga preprosto izmislil. Navdih je dobil v imenu Βέρικος (Verikos ali Berikos). Nekaj arheoloških raziskav kaže, da je prehod oksiviške kulture v vilbarško potekel mirno in v času, ko se je na tem nenaseljenem prostoru naselilo novo ljudstvo skandinavskega porekla.
Johannes Magnus, švedski nadškof Uppsale iz 16. stoletja, v svoji Zgodovini Švedov in Gotov prvi objavlja pesnitev, znano kot Balada o Eriku. Erik je bil zgodnji gotski kralj z imenom, podobnim imenu Berig. V preteklosti je ljudsko izročilo o kralju veljalo za verodostojno, zdaj pa velja za netočno. Ob tem je treba poudariti, da Magnus kralja Beriga obravnava ločeno kot kralja, ki je združil Švede in Gote približno 400 let po Erikovi smrti.

## Vira
- Andrzej Kokowski (1999). "Archäologie der Goten". ISBN 83-907341-8-4.
- Legendary Gothic kings.